# Polom (ort i Tjeckien, Olomouc)
Polom är en ort i Tjeckien.   Den ligger i regionen Olomouc, i den östra delen av landet, 250 km öster om huvudstaden Prag. Polom ligger 273 meter över havet och antalet invånare är 287.
Terrängen runt Polom är platt söderut, men norrut är den kuperad. Runt Polom är det ganska tätbefolkat, med 60 invånare per kvadratkilometer. Närmaste större samhälle är Valašské Meziříčí, 14,9 km sydost om Polom. Trakten runt Polom består till största delen av jordbruksmark.